# Cerchysiella amurensis
Cerchysiella amurensis är en stekelart som först beskrevs av Khlopunov 1981.  Cerchysiella amurensis ingår i släktet Cerchysiella och familjen sköldlussteklar. Inga underarter finns listade i Catalogue of Life.